# Bolinichthys pyrsobolus
Bolinichthys pyrsobolus és una espècie de peix de la família dels mictòfids i de l'ordre dels mictofiformes.

## Depredadors
A les Filipines és depredat per Lagenodelphis hosei.

## Hàbitat
És un peix marí i d'aigües profundes que viu fins als 778 m de fondària.

## Distribució geogràfica
Es troba al Mar de la Xina Meridional.